# Tray (Packmittel)
Ein Tray ist ein tablettförmiges Packmittel mit flachem, rechteckigem Boden und hochgestelltem Rand, das zur Bildung von Mehrstück- oder Sammelpackungen verwendet wird. In der DIN 55405 sind Trays allgemein den Tabletts zugeordnet, es werden heute unter Trays meist Packmittel verstanden, die mehrere Packstücke in ihren vorgefertigten runden Öffnungen aufnehmen können und die praktisch sofort als Verkaufsverpackung in das Ladenregal gestellt werden können.
Trays haben meist auch eine werbende und somit verkaufsfördernde Funktion und reduzieren die  Handhabung wesentlich.

## Begriff
Um 1990 war der neue Begriff Tray in der Verpackungstechnik nicht klar definiert, so wurden Packmittel mit Öffnungen für die Aufnahme von Joghurtbechern auch unter Trays gefasst. Heute spricht man bei Joghurtverpackungen von Steigen, obwohl sie nicht im eigentlichen Sinn gestapelt werden können.

## Beschreibung
Ein Tray ist eine „artikelreine Umverpackung“ für mehrere Verkaufseinheiten gleicher Art, speziell zusammengestellt zur direkten Bereitstellung im Regal. Es besteht aus einem flachen Untersatz (z. B. einem Kartonboden) auf dem die Pakete, Tüten oder Blisterpackungen nebeneinander stehen. Die Grundmaße der Trays sind auf die der Regale sowie die der Europaletten abgestimmt.
Das Füllen eines Trays kann nach dem Setzpack- (von oben passgenau eingesetzt) oder Fallpackverfahren (kostengünstiger, bei unempfindlichen Packstücken, z. B. Beutel) durchgeführt werden. Die Prüfung an diesen Packmitteln beschränkt sich auf die Ermittlung der Festigkeitseigenschaften: Stapeldruckprüfung mit Druckprüfmaschine DIN EN ISO 12048 und Stauchdruckprüfung DIN EN ISO 2234.
Die Trays werden meist aus Well- oder Vollpappe auf einer vorgeschalteten Aufrichtmaschine vorgefertigt, das Packgut mit Greifarmen oder Saugsystemen zugeführt und in einer nachgeschalteten Verschließmaschine mit Deckel verschlossen oder mit Folie eingeschlagen.

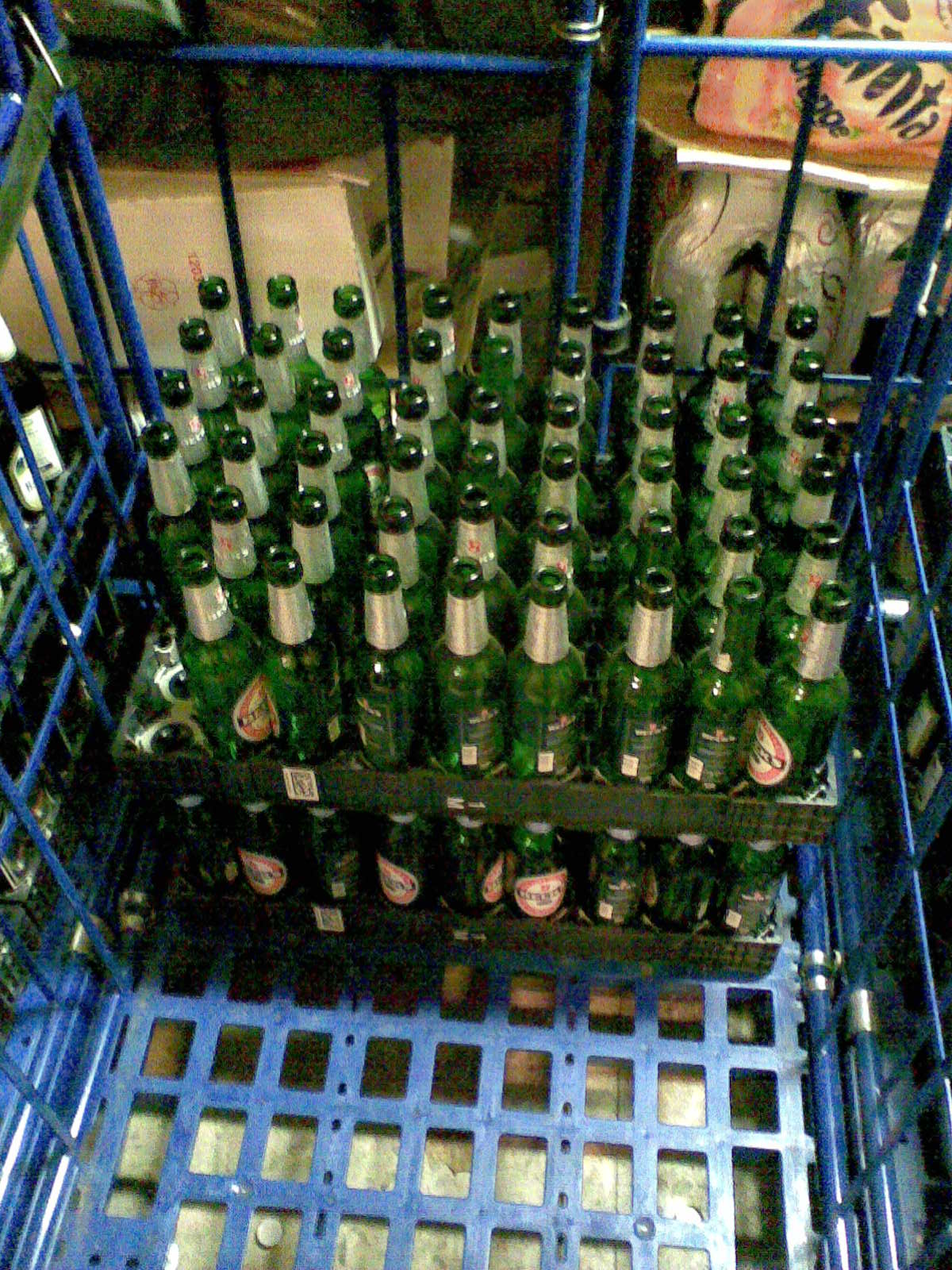
Ein Bierflaschentray mit 0,33-l-Flaschen, aufgesetzt auf einen bereits vollen Tray.

Trays aus Kunststoff werden seit einiger Zeit für die Leergutrücknahme verwendet. Sie ersetzen Getränkekisten, falls diese nicht verfügbar sind oder um die Flaschen leichter handhaben und lagern zu können. Es gibt Trays für Bierflaschen, Softdrinkflaschen und Mineralwasserflaschen.
Ein Europool-M1-Tray fasst zum Beispiel 108 Bierflaschen à 0,33 l. Sind die Trays voll, kann ein weiterer Tray aufgesetzt werden, da sich auf der Unterseite Einbuchtungen für die Flaschenhälse befinden. Auf einen im Handel gebräuchlichen Rollwagen passen vier Trays übereinander, ein leerer Tray wird zur Absicherung der letzten Flaschenebene benötigt.